# Голански възвишения
Голанските възвишения (на арабски: الجولان; на иврит: רמת הגולן) са слабо населена и хълмиста област в Близкия изток.
По силата на международното право принадлежат на Сирия, но от 1967 г. са окупирани от Израел, вследствие от т.нар. „Шестдневна война“, известна също и като „Третата арабско-израелска война“. От 1981 г. в областта са в сила и израелските закони.
Голанските възвишения имат огромно стратегическо значение както за Сирия (обусловено от близостта им до Дамаск), така и за Израел (заради водните източници и военния контрол над северната част на еврейската държава). Най-високият връх на израелска територия e връх Хермон (2224 м), който се намира в тези възвишения. Оттам има възможност за визуален контрол на цял Северен Израел, което при евентуално изтегляне без трайно уреждане на отношенията с Дамаск крие сериозни стратегически рискове. Според израелската гледна точка, пълното или частично изтегляне на Израел от Голанските възвишения трябва да бъде предшествано от сключването на мирен договор между Израел и Сирия и пълното уреждане на спорните въпроси, особено тези, които касаят водоснабдяването на региона, сигурността и борбата с тероризма.
Към Голанските възвишения спадат и фермите Шебаа, за които претендира и Ливан. Сирия твърди, че е отстъпила спорните ферми още през 1951 г. на Ливан, за което обаче няма доказателства и което не се признава от международната общност.
През 2000 г. Ехуд Барак прави неуспешен опит да ги върне на Сирия, а на 25 май 2008 г. външният министър Ципи Ливни поставя като условие за тяхното връщане скъсването на връзките на Сирия с Ислямска Република Иран и определени пропалестински организации. 